# Нижанківський Олександр Йосипович
Олекса́ндр Йо́сипович Нижанкі́вський (1862, Галичина — 1938,  Детройт, США) — український оперний і концертний співак (бас). Брат композитора, диригента отця Остапа Нижанківського.

## Біографічні відомості
Співу навчався в 1880-х роках у Львові. З 1886-го і принаймні до 1909 року виступав на львівській оперній сцені. Також виступав на концертах. У 1899 році брав участь у концертах товариства «Боян». Викладав у Львівській консерваторії.
На початку XX ст. (ймовірно, на початку 1910 року) переїхав до Відня, де час від часу виступав на концертах.

## Записи
Перші записи, 20 позицій платівок, було здійснено львівським відділенням Deutsche Grammophon 1904 року. Згодом записувався на грамплатівки у Відні в 1910—1911 роках (фірма «Пате»/«Pathé»). Серед записів:
- арії з опер Семена Гулака-Артемовського, Петра Чайковського, Шарля Гуно, Джузеппе Верді, Ріхарда Вагнера, Станіслава Монюшко;
- романси Миколи Лисенка («Огні горять»), отця Остапа Нижанківського («А де ж той цвіт»), Ярослава Ярославенка («Дика троянда»);
- українські народні пісні («Їхав козак за Дунай», «Ой на горі та й женці жнуть», «Ой місяцю, місяченьку», «Чорнії брови, карії очі» тощо).